# Æggetorvet
Æggetorvet var et uofficielt navn for pladsen mellem Fiolstræde, Nørregade og Nørre Voldgade / Nørreport Station i København.
Navnet stammer fra årene 1927 – 1934, hvor der blev solgt æg og fjerkræ på stedet.
Pladsen hed oprindeligt Skidentorv men blev i 1842 omdøbt til Nørre Torv. I 1875 blev Nørre Torv indlemmet i Nørregade.